# Ó New Britain
Accipiter princeps là một loài chim trong họ Accipitridae.